# Józef Brzeski
Józef Brzeski herbu Topór (zm. przed 31 marca 1790 roku) – podsędek sandomierski w 1778 roku, cześnik stężycki w latach 1775-1777.
Był komisarzem Sejmu Czteroletniego z powiatu sandomierskiego województwa sandomierskiego do szacowania intrat dóbr ziemskich w 1789 roku.